# Абраменко, Александр Владимирович
Алекса́ндр Влади́мирович Абра́менко (укр. Олександр Володимирович Абраменко; род. 4 мая 1988, Первомайский, УССР) — украинский фристайлист, специализирующийся в лыжной акробатике и командной лыжной акробатике, олимпийский чемпион 2018 года и серебряный призёр Олимпийских игр 2022 года (первый и пока единственный мужчина из Украины, выигрывавший золото и серебро зимних Олимпийских игр), призёр чемпионата мира 2019 года. Победитель и призёр этапов Кубка мира, обладатель малого хрустального глобуса сезона 2015/2016 годов. Самый титулованный украинский олимпиец на зимних Олимпийских играх. Заслуженный мастер спорта Украины.

## Биография
Александр родился 4 мая 1988 года в Первомайском одноимённого района Харьковской области, в семье военного. Окончил Николаевский национальный университет кораблестроения. Принимал участие на Олимпийских играх в Турине, Ванкувере и Сочи.
В 2012 году дважды становился призёром этапов Кубка мира по фристайлу.
В сезоне 2015/16 стал обладателем малого хрустального глобуса по фристайлу в дисциплине акробатика, был первым в общем зачёте Кубка мира.

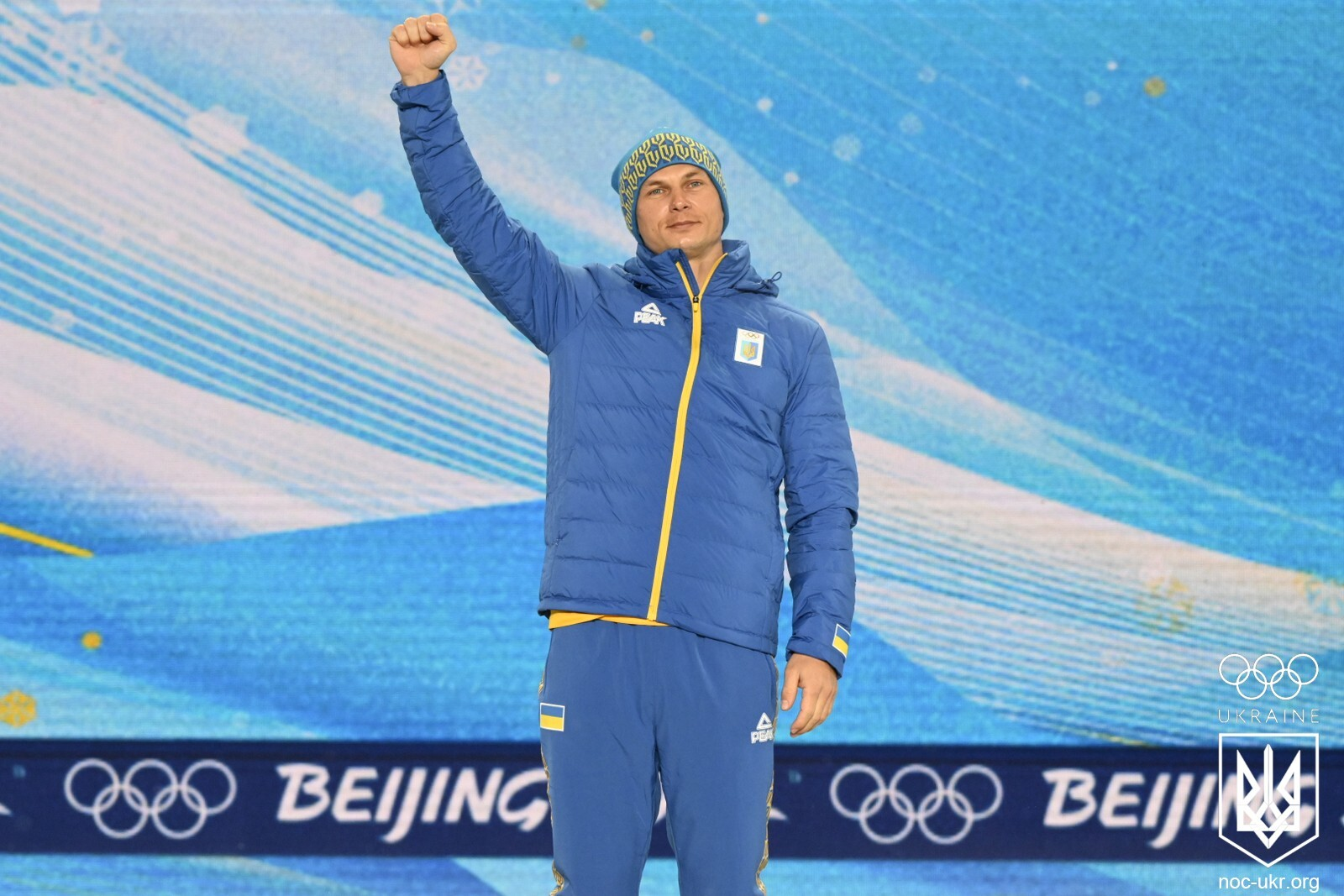
Александр Абраменко на зимних Олимпийских играх 2022 года

Сезон 2016/17 Александр пропустил из-за травмы колена, на котором была проведена операция.
18 февраля 2018 года на зимних Олимпийских играх в Пхёнчхане завоевал золотую медаль и стал первым олимпийским чемпионом по фристайлу в составе сборной Украины.
По итогам 2018 получил награду «Герои спортивного года», став лучшим спортсменом года в Украине.
На чемпионате мира 2019 года в США Александр сумел завоевать серебряную медаль, уступив в финале только россиянину Максиму Бурову.
4 февраля 2022 года состоялась торжественная церемония открытия зимних Олимпийских игр в Пекине, где Абраменко вместе с фигуристкой Александрой Назаровой был знаменосцем сборной Украины. На олимпиаде завоевал серебняную медаль.
В марте 2023 года перенес операцию на колене. В октябре 2024 года объявил о завершении спортивной карьеры и переходу к тренерской деятельности.

## Государственные награды
- Орден «За заслуги» ІІ степени (23 августа 2022)[9]
- Орден «За заслуги» ІІІ степени (28 февраля 2018)[10]

## Результаты на крупнейших соревнованиях

### Зимние Олимпийские игры
| Олимпийские игры | Акробатика | Смешанная командная акробатика |
| ---------------- | ---------- | ------------------------------ |
| 2006 Турин       | 27         | н/д                            |
| 2010 Ванкувер    | 24         | н/д                            |
| 2014 Сочи        | 6          | н/д                            |
| 2018 Пхёнчхан    | 1          | н/д                            |
| 2022 Пекин       | 2          | —                              |

### Чемпионаты мира
| Чемпионат мира           | Акробатика  | Командная акробатика |
| ------------------------ | ----------- | -------------------- |
| 2005 Рука                | 25          | н/д                  |
| 2007 Мадонна-ди-Кампильо | 14          | н/д                  |
| 2009 Инавасиро           | 5           | н/д                  |
| 2011 Дир-Вэлли           | 7           | н/д                  |
| 2013 Восс                | 6           | н/д                  |
| 2015 Крайшберг           | 10          | н/д                  |
| 2017 Сьерра-Невада       | Не выступал | Не выступал          |
| 2019 Парк-Сити           | 2           | —                    |
| 2021 Алма-Ата            | 10          | 5                    |

### Места в общем зачёте Кубка мира
| Сезон     | Акробатика | Общий зачёт |  |
| --------- | ---------- | ----------- |  |
| 2005—2006 | 48         | 177         |  |
| 2006-2007 | 25         | 74          |  |
| 2007-2008 | 15         | 48          |  |
| 2008—2009 | 9          | 28          |  |
| 2009—2010 | 30         | 84          |  |
| 2010—2011 | 8          | 20          |  |
| 2011—2012 | 7          | 20          |  |
| 2012—2013 | 11         | 38          |  |
| 2013-2014 | 12         | 43          |  |

### Подиумы на этапах Кубка мира
| Сезон     | Этап  | Место |
| --------- | ----- | ----- |
| 2011—2012 | Минск | 2     |
| 2011—2012 | Восс  | 3     |
| 2014—2015 | Минск | 1     |
| 2015—2016 | Пекин | 3     |